# پائول آریولا
پائول آریولا (انگلیسی: Paul Arriola؛ زادهٔ ۵ فوریهٔ ۱۹۹۵) بازیکن فوتبال اهل ایالات متحده آمریکا است.
وی در حال حاضر بازیکن باشگاه دی‌سی یونایتد است و در تیم‌های ملی فوتبال United States U17 United States U18 United States U20 United States U23 United States ۲۷ ژوئیه ۲۰۱۷ بازی کرده‌است.